# Bismarckturm (Rosenau)

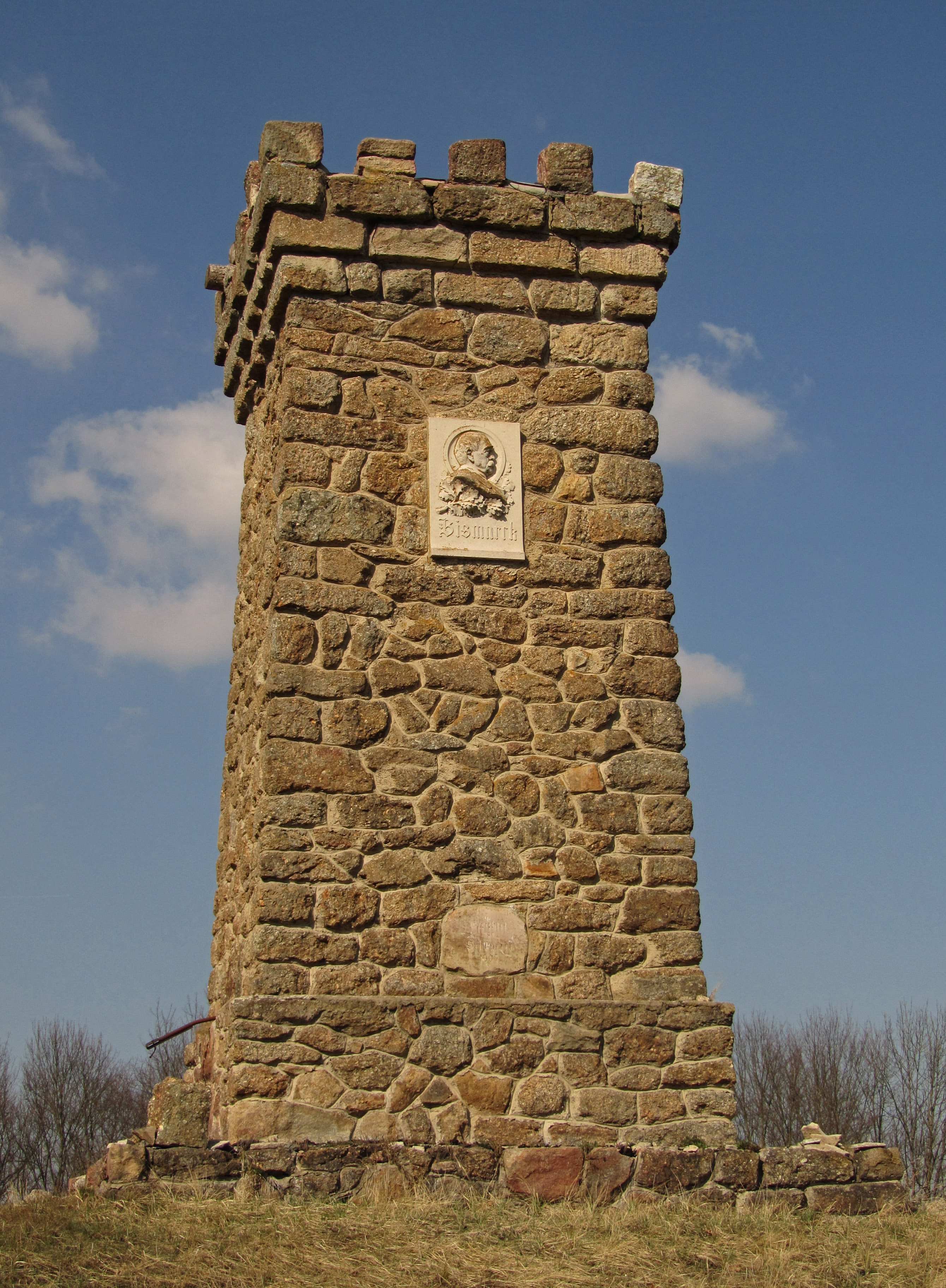
Bismarckturm bei Schloss Rosenau

Der Bismarckturm bei Schloss Rosenau in Zwettl-Niederösterreich ist der einzige Bismarckturm in Österreich.
Er befindet sich etwa einen Kilometer nordöstlich von Schloss Rosenau. Bauherr war Georg von Schönerer (1842–1921). Der Turm wurde 1907 eingeweiht. Er wurde auf einem kleinen Hügel aus behauenen Granitsteinen errichtet. Der Turm hat eine Höhe von zwölf Metern. Auf seiner Südseite ist ein steinernes Reliefbild Bismarcks angebracht.
Der Turmhügel befindet sich auf einer runden Wiese, die zum Teil von einem Eichenhain umsäumt ist. Die Bäume wurden aus Eicheln gezogen, die Schönerer in der Nähe von Bismarcks Grab gesammelt hatte. Eine Sanierung erfolgte 1989.